# Down Street (metropolitana di Londra)
Down Street, anche conosciuta come Down Street (Mayfair), è una stazione fantasma della metropolitana di Londra, ubicata a Mayfair, nel centro della città. Inaugurata nel 1907 dalla Great Northern, Piccadilly and Brompton Railway, lo scalo faceva parte della Piccadilly line ed era compreso fra Dover Street (oggi Green Park) e Hyde Park Corner.
La stazione non è mai stata molto frequentata, tanto che spesso i treni non vi si fermavano. Il movimento passeggeri pressoché minimo e la vicinanza ad altre fermate hanno contribuito alla sua chiusura definitiva, avvenuta nel 1932. La struttura è stata poi comunque convertita durante la seconda guerra mondiale in un bunker governativo da parte di Winston Churchill.

## Storia

### Periodo d'operazione
La stazione è situata a Down Street a Mayfair, a poca distanza da Piccadilly e da Hyde Park. Venne inaugurata dalla Great Northern, Piccadilly and Brompton Railway (GNP&BR; il precursore dell'odierna Piccadilly line) il 15 marzo 1907, alcuni mesi dopo l'entrata in servizio dell'intera linea. Il ritardo si verificò a causa di alcune problematiche sorte per l'esproprio dei terreni circostanti l'edificio e per concordare una disposizione sicura dei vari corridoi sotterranei con il Board of Trade. Il fabbricato viaggiatori venne progettato da Leslie Green, architetto dell'Underground Electric Railways Company of London (UERL); Green previde una palazzina a due piani, con grandi aperture ad archi a tutto sesto ed una facciata in terracotta bordeaux smaltata. La stazione disponeva anche di un paio di ascensori Otis, che portavano alle banchine ubicate 22.2 metri al di sotto del piano stradale.

Planimetria (in inglese) della stazione

Down Street non ha mai conosciuto un gran movimento passeggeri, visto che l'area circostante era prevalentemente residenziale ed i potenziali fruitori, essendo abbastanza facoltosi, preferivano viaggiare con mezzi di trasporto privati. Inoltre, vi erano numerose altre stazioni nelle immediate circostanze, come Dover Street (550 m a est) e Hyde Park Corner (500 m ad ovest). Per queste ragioni, dal 1909 molti treni saltarono questa stazione; addirittura, a partire dal 1918, quest'ultima era chiusa di domenica.

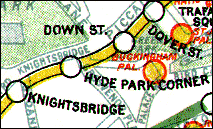
Down Street in una cartina della metropolitana di Londra del 1912

Nel 1929 emerse l'ipotesi di chiudere la stazione in un progetto di estensione della Piccadilly line. Quest'ultimo prevedeva una sorte analoga anche con altre fermate del centro sottoutilizzate; ciò avrebbe velocizzato non di poco i viaggi, rendendo più affidabile il servizio. Per di più con l'introduzione delle scale mobili nella metropolitana di Londra, vennero costruite altre uscite che erano ancora più vicine a Down Street, riducendo ulteriormente il bacino d'utenza. Con queste premesse, la stazione venne chiusa definitivamente il 21 maggio 1932.

### Seconda guerra mondiale
La stazione venne convertita in un rifugio antiaereo, secondo un programma che vedeva la creazione di strutture per la protezione del Governo britannico dai bombardamenti aerei nazisti. A questo scopo vennero murati gli accessi alle banchine, mentre le discenderie vennero trasformate in uffici, sale congressi e dormitori. L'appalto del lavoro strutturale venne consegnato al London Passenger Transport Board, mentre l'arredamento degli ambienti e l'implementazione delle apparecchiature per l'energia elettrica e le comunicazioni venne garantita dalla London, Midland and Scottish Railway. In aggiunta a ciò, vennero anche installati un ascensore accessibile a due persone, una centrale telefonica ed i servizi igienici. Gli spazi erano occupati prevalentemente dalla Railway Executive Committee, ma vennero usati anche da Winston Churchill ed erano potenzialmente fruibili anche dalle Cabinet War Rooms. Churchill era solito soprannominare la stazione «il granaio» (The Barn).
Oggi la stazione viene utilizzata solo come uscita d'emergenza della metropolitana di Londra.

## Nella cultura di massa
Down Street compare come luogo nel libro Nessun dove, dove fornisce l'accesso ad un labirinto sotterraneo. È presente anche nel videogioco Shadow Man, anche se in una versione molto più estesa e modificata.
Parte del film horror britannico Creep - Il chirurgo è ambientata nella stazione, anche se il set è stato un'altra stazione fantasma della metrò londinese, Aldwych. Inoltre, vi è una canzone che si intitola proprio «Down Street», inclusa nell'album Catfight rilasciato dagli Hefner nel 2006: parla di due amanti che si sono conosciuti proprio nella fermata. Anche nell'album Wild Orchids di Steve Hackett vi figura una canzone che si chiama Down Street.

### Annotazioni
1. ↑  Il resto della GNP&BR aprì il 15 dicembre 1906.
2. ↑  Un'indagine stabilì che la stazione era utilizzata da 1.236.250 passeggeri l'anno, con un introito annuo pari a sole 5.005 sterline. Le altre stazioni predisposte alla chiusura erano York Road (chiusa nel 1932), Brompton Road (chiusa nel 1934), Regent's Park, Mornington Crescent, Hyde Park Corner, Gillespie Road (oggi Arsenal), Gloucester Road e Covent Garden.

### Fonti
1. 1 2  Rose.
2. ↑  Connor, p. 26.
3. ↑  Wolmar, p. 175.
4. ↑  Connor, pp. 28-29.
5. 1 2 3  Connor, p. 31.
6. 1 2 3  Connor, p. 33.
7. ↑  Emmerson & Beard, p. 77.
8. 1 2  Emmerson & Beard, p. 78.
9. ↑   Neverwhere, Down Street, su bbc.co.uk, BBC. URL consultato il 14 settembre 2014.
10. ↑   (EN) Let's Play Shadow Man Part 47 - Down St Station, YouTube. URL consultato il 16 novembre 2014.
11. ↑  (EN) London Underground Film Office, su tfl.gov.uk, Transport for London (archiviato dall'url originale il 3 agosto 2010).
12. ↑   Steffen Gerlach, Steve Hackett - Wild Orchids - Review - Street Date: 11 September 2006, su genesis-news.com. URL consultato il 7 settembre 2014.